# Maculiparia rotundata
Maculiparia rotundata är en insektsart som först beskrevs av Carl Stål 1878.  Maculiparia rotundata ingår i släktet Maculiparia och familjen Romaleidae.

## Underarter
Arten delas in i följande underarter:
- M. r. rotundata
- M. r. carrikeri